# الدوري التونسي لكرة اليد 1970–71
الدوري التونسي لكرة اليد 1970-1971 هو الدورة 16 من الدوري التونسي لكرة اليد للرجال. شارك فيها 12 فريقا.

فاز بهذا الموسم الترجي الرياضي التونسي، وجاء ثانيا النادي الإفريقي.

## روابط خارجية
- الموقع الرسمي للجامعة التونسية لكرة اليد.